# Елшан
 Тази статия е за селото в Гърция.  За селото в Северна Македония вижте Елшани.  
Елшан или Елшен (на гръцки: Καρπερή, Карпери, до 1927 година Έλσιανη, Елсяни) е село в Гърция, Егейска Македония, дем Долна Джумая (Ираклия), област Централна Македония с 1099 жители (2001).

## География
Селото е разположено южно от Долна Джумая (Ираклия), близо до десния бряг на Струма.

## История

### Етимология
Според Йордан Н. Иванов името е жителско име от първоначалното *Елшане от местното име *Елша < елша.

### В Османската империя
През XIX век и началото на XX век Елшан е село в Сярската каза на Османската империя. В „Етнография на вилаетите Адрианопол, Монастир и Салоника“, издадена в Константинопол в 1878 година и отразяваща статистиката на населението от 1873, Елшан (Elschan) е посочено като село със 165 домакинства със 70 жители мюсюлмани и 430 жители българи.
В 1891 година Георги Стрезов определя селото като част от Овакол и пише:
| „ | Елшан, полско село 4 часа на запад от Сяр. Най-плодородна почва; произвежда всичките видове произведения и тютюн. На З от Елшан е „Коприва кьопруси“, мост на Струма. Пътят минува през блатисти места, та мъчно се пътува зимно време. В църквата „Св. Петка“ се чете гръцки. 70 къщи само българе. Гръцко училище. | “ |

Съгласно статистиката на Васил Кънчов („Македония. Етнография и статистика“) от 1900 година селото (Елшенъ) брои 1400 жители, всички българи християни.
По данни на секретаря на Българската екзархия Димитър Мишев („La Macédoine et sa Population Chrétienne“) в 1905 година в селото (Elchen) има 248 българи екзархисти и 1512 българи патриаршисти гъркомани. В селото функционира гръцко начално училище с 1 учител и 30 ученици.
На 5 март 1905 година четата на Георги Радев влиза в Елшан и обгражда гъркоманските лидери, начело с Васил Челебиев (Василиос Целебонис) и при започналата престрелка загива Хараламби Диамандиев (Хараламбос Диамандис) и е ранен Петър Андонов (Петрос Антониу) от Кумли.
По-късно селото приема върховенството на Екзархията, но през февруари 1907 година отново става патриаршистко. Вестник „Акрополис“ от 3 март 1907 година пише:
| „ | Село Елшани, на три часа път от Сяр, крепост на българските чети в Сярската равнина, много по-важно от Караджакьой пак се върна под Патриаршията, благодарение на действията на патриотите, чиято енергия се увенча с пълна сполука... Владиката прие и заедно с Мелнишкия владика, нарочно дошъл за това, ще отиде да благослови селото. | “ |

През лятото на 1908 година след Хуриета със заявление подписано от 95 души, селото иска да премине под ведомството на Българската екзархия. Това предизвиква тревога в гръцкия комитет в Сяр и той изпраща в селото капитан Стерьос Влахвеис, който пристига в Елшан в неделя, 23 август, с петима андарти и заплашва с убийство водачите на българското движение. Търси лидера на българската партия Димитър Авальов, който обаче успява да избяга в Сяр.
При избухването на Балканската война в 1912 година двама души от Елшан са доброволци в Македоно-одринското опълчение.

### В Гърция
Селото попада в пределите на Гърция след Междусъюзническата война в 1913 година. Част от българското му население се изселва в България и на негово място са настанени гърци бежанци. Според преброяването от 1928 година, Елшан е смесено местно-бежанско село с 8 бежански семейства с 249 души бежанци.
От 1967 до 1984 година е построена църквата „Свети Георги“.
| Име      | Име       | Ново име   | Ново име    | Описание                                                                                  |
| -------- | --------- | ---------- | ----------- | ----------------------------------------------------------------------------------------- |
| Ашлик    | Άσλήκη    | Пинасмено  | Πεινασμένον | местност на ЮЗ от Елшан, по десния бряг на Струма                                         |
| Кирим    | Κιρίμ     | Трапези    | Τραπέζι     |                                                                                           |
| Али паша | Άλή Πασά  | Ктима      | Κτήμα       | местност на ЮИ от Елшан и на С от Чучулигово                                              |
| Келешка  | Κελέσκα   | Форсарика  | Φωρσάρικα   | местност на ЮЗ от Елшан, по десния бряг на Струма                                         |
| Караагач | Καραγάτσι | Фтелия     | Φτελιά      | от турското karaağaç, „бряст“                                                             |
| Камински | Καμίνσκι  | Камини     | Καμίνι      |                                                                                           |
| Кайнама  | Καϊναμάς  | Термотопос | Θερμοτοπος  | ниви и и ливади на С от Елшан; отглаголно съществително от турското kaynamak, „вря, кипя“ |
| Моловка  | Μολόφκα   | Молоха     | Μολόχα      |                                                                                           |

## Личности
Родени в Елшан
- Георги Ил. Гегов, български революционер, деец на ВМОРО, загинал преди 1918 г.[20]
- Иван Ангелов, македоно-одрински опълченец, 26-годишен, Четвърта рота на Пета одринска дружина, ранен, носител на орден „За храброст“ IV степен[21]
- Иван Попстоянов, македоно-одрински опълченец, Четвърта рота на Пета одринска дружина[22]
- Коста Димитров, български революционер, деец на ВМОРО, умрял след 1918 г.[20]
- Нашко Елшански (? – 1924), български революционер, деец на ВМРО
- Никос Илиадис (1953 – 2012), гръцки политик
- Ставро Цветков (1912 – ?), гръцки комунист, става комунист в 1933 година, войник на ДАГ[23]
- Христос Антониу (р. 1954), гръцки политик